# Lijst van rijksmonumenten in Berkel-Enschot
De plaats Berkel-Enschot telt 26 inschrijvingen in het rijksmonumentenregister. Hieronder een overzicht.
| Object | Oorspronkelijke functie?  | Bouwjaar                                    | Architect   | Locatie                   | Coördinaten?                 | Nr.?   | Afbeelding                                                                                                |
| --- | ------------------------- | ------------------------------------------- | ----------- | ------------------------- | ---------------------------- | ------ | --- |
| Trappistenabdij                                                                                           | Klooster, kloosteronderdl | 1891-1894                                   |             | Eindhovenseweg 3          | 51° 32' 37" NB, 5° 7' 44" OL | 9339   | Meer afbeeldingen                                                                                         |
| Kerktoren                                                                                                 | Kerk en kerkonderdeel     | 15e eeuw                                    |             | Torenpad 26               | 51° 34' 35" NB, 5° 8' 19" OL | 9340   | Meer afbeeldingen                                                                                         |
| Boerderij van het Kempische langgeveltype                                                                 | Boerderij                 |                                             |             | Torenpad 7                | 51° 34' 35" NB, 5° 8' 17" OL | 9341   | Meer afbeeldingen                                                                                         |
| Huis met lijstgevel                                                                                       | Woonhuis                  | begin 19e eeuw                              |             | 't Zwaantje 22            | 51° 34' 46" NB, 5° 8' 15" OL | 9342   | Meer afbeeldingen                                                                                         |
| Dorpswoning met lijstgevels en schilddak                                                                  | Woonhuis                  | begin 19e eeuw                              |             | 't Zwaantje 24            | 51° 34' 48" NB, 5° 8' 15" OL | 9343   | Dorpswoning met lijstgevels en schilddak                                                                  |
| Villa De Lange Akker: hoofdhuis                                                                           | Woonhuis                  |                                             |             | Bosscheweg 57             | 51° 34' 22" NB, 5° 8' 10" OL | 354397 | Meer afbeeldingen                                                                                         |
| Villa De Lange Akker: voormalige dienstwoning                                                             | Dienstwoning              |                                             |             | Bosscheweg 55             | 51° 34' 24" NB, 5° 8' 12" OL | 354402 | Upload foto                                                                                               |
| Rendierhoeve: klooster                                                                                    | Klooster, kloosteronderdl | 1903                                        |             | Eindhovenseweg 6          | 51° 32' 47" NB, 5° 8' 23" OL | 521121 | Rendierhoeve: klooster                                                                                    |
| Rendierhoeve: poortgebouw                                                                                 | Klooster, kloosteronderdl | 1903                                        |             | Eindhovenseweg 8          | 51° 32' 47" NB, 5° 8' 23" OL | 521122 | Upload foto                                                                                               |
| Rendierhoeve: muur                                                                                        | Klooster, kloosteronderdl | 1903                                        |             | bij Eindhovenseweg 6      | 51° 32' 46" NB, 5° 8' 23" OL | 521123 | Upload foto                                                                                               |
| Complex Kerkstraat 1: voormalige langgevelboerderij met aangebouwd achterhuis, vlaamse schuur en karschop | Boerderij                 | waarschijnlijk 1842 (herbouwd) 1912 (verb.) |             | Kerkstraat 1              | 51° 34' 43" NB, 5° 8' 9" OL  | 521125 | Complex Kerkstraat 1: voormalige langgevelboerderij met aangebouwd achterhuis, vlaamse schuur en karschop |
| Complex Kerkstraat 1: Vlaamse schuur                                                                      | Opslag                    | waarschijnlijk 1842 (herbouwd) 1912 (verb.) |             | Kerkstraat 1              | 51° 34' 43" NB, 5° 8' 11" OL | 521126 | Upload foto                                                                                               |
| Complex De Kraan: langgevelboerderij                                                                      | Boerderij                 | 1882                                        |             | De Kraan 1                | 51° 34' 43" NB, 5° 8' 5" OL  | 521128 | Complex De Kraan: langgevelboerderij                                                                      |
| Complex De Kraan: Vlaamse schuur                                                                          | Opslag                    | 1882                                        |             | De Kraan 1                | 51° 34' 43" NB, 5° 8' 4" OL  | 521129 | Upload foto                                                                                               |
| Poortgebouw bij het klooster Onze Lieve Vrouwe van Koningsoord                                            | Begraafplaats en -onderdl | 1933-1937                                   | J. van Dijk | Raadhuisstraat 26         | 51° 35' 15" NB, 5° 8' 15" OL | 521131 | Poortgebouw bij het klooster Onze Lieve Vrouwe van Koningsoord                                            |
| Complex Koningsoord: kloostergebouw                                                                       | Klooster, kloosteronderdl | 1933-1937                                   | J. van Dijk | Raadhuisstraat 26         | 51° 35' 15" NB, 5° 8' 15" OL | 521132 | Complex Koningsoord: kloostergebouw                                                                       |
| Complex Koningsoord: kerkhofkapel                                                                         | Begraafplaats en -onderdl | 1933-1937                                   | J. van Dijk | Raadhuisstraat 26         | 51° 35' 15" NB, 5° 8' 15" OL | 521133 | Upload foto                                                                                               |
| Grafmonument van B.J.G. van Rijckevorsel                                                                  | Gedenkteken               | 1886                                        |             | Dom Dubuissonstraat (bij) | 51° 35' 19" NB, 5° 8' 38" OL | 521232 | Meer afbeeldingen                                                                                         |
| Pastorie van de St. Caeciliaparochie                                                                      | Kerkelijke dienstwoning   | 1870 (bouw) 1905 (gewijzigd)                |             | Kerkstraat 2              | 51° 34' 42" NB, 5° 8' 7" OL  | 521233 | Pastorie van de St. Caeciliaparochie                                                                      |
| Gemeentehuis                                                                                              | Bestuursgebouw en onderdl | 1932-1933                                   | C. Panis    | Raadhuisstraat 56         | 51° 35' 9" NB, 5° 8' 26" OL  | 521234 | Meer afbeeldingen                                                                                         |
| Riddershoeve                                                                                              | Horeca                    | 1880                                        |             | 't Zwaantje 1             | 51° 34' 45" NB, 5° 8' 8" OL  | 521236 | Meer afbeeldingen                                                                                         |
| Complex Kerkstraat 1: karschop                                                                            | Boerderij                 | waarschijnlijk 1842 (herbouwd) 1912 (verb.) |             | Kerkstraat 1              | 51° 34' 43" NB, 5° 8' 9" OL  | 525949 | Upload foto                                                                                               |
| Complex De Kraan: schop met privaat                                                                       | Opslag                    | 1882                                        |             | De Kraan 1                | 51° 34' 43" NB, 5° 8' 5" OL  | 525950 | Upload foto                                                                                               |
| Rectoraat bij het klooster Onze Lieve Vrouwe van Koningsoord                                              | Onderwijs en wetenschap   | 1933-1937                                   | J. van Dijk | Raadhuisstraat 26         | 51° 35' 15" NB, 5° 8' 15" OL | 526145 | Upload foto                                                                                               |
| R.K. kerkgebouw gewijd aan de H. Caecilia                                                                 | Kerk en kerkonderdeel     | 1870                                        | C. Franssen | Kerkstraat 2              | 51° 34' 41" NB, 5° 8' 8" OL  | 526156 | Meer afbeeldingen                                                                                         |
| St. Willibrorduskerk                                                                                      | Kerk en kerkonderdeel     | 1870                                        | J. Stuyt    | Sint Willibrordstraat 1   | 51° 35' 26" NB, 5° 8' 37" OL | 527173 | Meer afbeeldingen                                                                                         |